# Tatort: Mit nackten Füßen
Mit nackten Füßen ist die 110. Folge der ARD-Krimireihe Tatort. Sie wurde vom Hessischen Rundfunk produziert und am 9. März 1980 im Ersten Programm erstausgestrahlt. Es handelt sich um den einzigen Fall von Kommissar Sander, dargestellt von Volkert Kraeft.

## Handlungsüberblick
Verena Kersten, Mitarbeiterin einer Werbeagentur, wird von ihrem Chef Dörhoff verdächtigt, am Tod ihrer Kollegin Uschi Terhorst schuld zu sein. Da er von ihrer neurologischen Erkrankung weiß, will er sie beschützen und beseitigt Spuren, die auf Verena als Täterin hinweisen könnten. Dennoch wird sie von der Polizei als Hauptverdächtige in Untersuchungshaft genommen. Als in dieser Zeit ein zweiter, sehr ähnlicher Mord geschieht, muss Verena wieder freigelassen werden. Sie verdächtigt nun ihrerseits ihren Chef, die Frau, die mit der Werbeagentur in Zusammenhang stand, umgebracht zu haben, um Verena zu helfen. Inzwischen legt jedoch Gerda Kalinke, eine Assistentin aus der Agentur, ein Geständnis ab, Uschi Terhorst aus Eifersucht getötet zu haben. Das nutzt Kersten, um nun ihrem Chef zu helfen. Um von ihm abzulenken, gibt sie der Polizei einen Hinweis, dass Kalinke auch den zweiten Mord begangen habe. Das stellt sich jedoch schnell als Irrtum heraus, und so führen die Ermittlungen am Ende zu Dörhoff, der sich als Verenas biologischer Vater herausstellt und tatsächlich den zweiten Mord begangen hat, um seine Tochter zu schützen und von deren neurologischer Erbkrankheit abzulenken.

## Handlung
Verena Kersten, die in einer Werbeagentur arbeitet, kehrt aus der Pause in ihr Büro zurück, wo sie ihre Kollegin Uschi Terhorst tot auffindet. Sie ist mit einem schweren Werkzeug, einer Schneidelade, erschlagen worden, der Täter hat ihr die Schuhe ausgezogen und diese neben ihren Kopf gestellt. Kersten hebt in ihrem Schockzustand das Werkzeug auf. Gerade in diesem Moment kommt Albin Dörhoff, der Chef der Agentur, ins Zimmer und sieht sie mit der Tatwaffe in der Hand. Er geht davon aus, dass sie ihre Kollegin erschlagen hat. Obwohl sie die Tat bestreitet, befiehlt er ihr hastig, in sein Büro zu gehen. Die Schneidelade wischt er ab, um Verenas Fingerabdrücke zu beseitigen. Auf dem Weg zu Dörhoffs Büro wird Verena vom Hausmeister gesehen, der Blut auf ihrer Kleidung bemerkt. Als Dörhoff im Büro eintrifft, beteuert Verena erneut ihre Unschuld, ihr Chef glaubt ihr jedoch nicht. Dörhoff äußert, sie sei krank und wisse nicht, was sie getan habe. Auch seine Mutter hätte in diesem Zustand nie gewusst, was sie gerade getan habe. Verena ist perplex und nun völlig durcheinander. Dörhoff ist davon überzeugt, dass sie Terhorst im Verlauf eines Streits getötet habe. Er beschwört die junge Frau, ihm zu vertrauen und niemandem zu erzählen, dass sie ihn gesehen habe, nur so könne er ihr helfen.
Mittlerweile ist die Polizei mit Kriminalhauptkommissar Sander und Kommissar Knauf am Tatort eingetroffen. Sander stutzt, dass dem Opfer offensichtlich durch den Mörder nach der Tat die Schuhe ausgezogen und neben ihren Kopf gestellt worden sind. Sander vernimmt Kersten, in deren Tasche man ein blutverschmiertes Tuch findet. Er erfährt von ihr, dass sie die Assistentin der toten Filmeditorin war und dass sie Terhorst angefasst habe, als sie sie gefunden habe. Auf dem Weg von der Kantine zurück in ihr Büro sei sie lediglich dem Hausmeister begegnet. Sander beschlagnahmt Kerstens Kleidung für die KTU und nimmt sie vorläufig fest. Im anschließenden Verhör konfrontiert Knauf die junge Frau mit ihren blutigen Fingerabdrücken, die man auf dem Tatwerkzeug gefunden habe. Kersten meint, sie erinnere sich nicht, ob sie die Lade angefasst habe. Sander wirft ein, dass ihre Finger im Moment des Zuschlagens ja noch gar nicht hätten blutverschmiert gewesen sein können, mit dem Blut habe sie doch erst durch den Schlag in Berührung kommen können. Die Kommissare ziehen sich zur Beratung zurück. Sander wirft Knauf vor, sich wie ein Staatsanwalt zu benehme, der bereits die Anklage vorbereite. Knauf erwidert, dass Sander sich wie der Strafverteidiger von Verena Kersten aufführe. Sander weist darauf hin, dass mehr als zwanzig Leute den Schlüssel zum Haupteingang hätten und somit als Täter in Frage kämen. Er bleibt bei seinen Zweifeln an Verenas Täterschaft. Knauf konfrontiert Verena mit Aussagen von Kolleginnen, dass sie sich öfter mit dem Opfer gestritten und am Vortag das Tatwerkzeug nach ihr geworfen habe. Kersten räumt gelegentliche Streitereien ein, sie habe aber niemals auf das Opfer gezielt, sondern die Lade lediglich in einem Anfall von Jähzorn an die Wand geworfen. Weitere Aussagen ohne Beisein eines Anwalts verweigert sie.
Bei einer erneuten Vernehmung, für die Kersten ins Präsidium gebracht wird, begegnet sie auf dem Flur Dörhoff, der wissen will, ob sie den Beamten bereits von ihrer Krankheit erzählt habe. Sie erwidert nur, dass sie nicht krank sei, und bittet ihn, sie aus der Haft zu holen. Wenige Zeit später wird Sander zu einem weiteren Mordfall gerufen: Eva Eggebrecht, eine Darstellerin für Werbespots der Agentur, ist in ihrer Wohnung mit einem Hammer erschlagen worden. Wie beim ersten Mord, wurden die Schuhe des Opfers ausgezogen und neben dem Kopf abgelegt. Sander geht davon aus, dass es sich bei beiden Morden um denselben Täter handelt und dass dieser aus der Werbeagentur stammen muss. Zudem muss Eva Eggebrecht ihren Mörder gekannt haben. Sander erwirkt beim Haftrichter die Freilassung von Verena Kersten. Er ist dabei recht emotional, holt die junge Frau selbst vom Untersuchungsgefängnis ab und lädt sie in ein Restaurant ein. Am Abend gehen sie zusammen ins Kino und eine Tanzbar. Anschließend nimmt der Kommissar sie mit zu sich nach Hause, wo der Abend fast einen amourösen Verlauf genommen hätte, wäre Sander nicht aufgefallen, dass Kersten ihre Schuhe genau so nebeneinandergestellt hat, wie es bei den beiden Opfern der Fall war. Als er Kersten darauf anspricht, verlässt sie seine Wohnung. Noch in derselben Nacht sucht sie Dörhoff auf und wirft ihm vor, Eva Eggebrecht getötet zu haben, um den Verdacht von ihr abzulenken. Kersten bedeutet ihm, dass ihre Kollegin im Schneideraum immer barfuß herumgelaufen sei. Es müsse Zufall gewesen sein, dass Terhorst so gefallen sei, dass ihr Kopf neben ihren Schuhen aufkam. Offensichtlich wollte der Täter den ersten Mord imitieren, für Kersten ein sicheres Zeichen, dass es Dörhoff gewesen sein muss. Dörhoff streitet alles ab. Er wiederholt, dass sie den ersten Mord begangen haben müsse, es wegen ihrer Krankheit aber nicht mehr wisse.
Im Kommissariat erhält Knauf einen Anruf, dass sich ein Mädchen von einer Brücke gestürzt hat und schwer verletzt im Krankenhaus liegt. Die Patientin wiederhole laufend den Namen „Uschi Terhorst“. Sander eilt daraufhin in die Klinik, wo Gerda Kalinke, eine Agenturangestellte, das Geständnis ablegt, Uschi Terhorst getötet zu haben. Terhorst habe ihr ihren Verlobten Willi Graubner ausgespannt. Graubner arbeitet als Regisseur in der Werbeagentur. Uschi habe sie verhöhnt und obszöne Dinge gesagt, deshalb habe sie sie im Affekt erschlagen. Sander fragt sie nach Eva Eggebrecht, aber Kalinke ist zu erregt, um die Aussage fortzusetzen. Einige Zeit später trifft sich Kersten mit Dörhoff in einem Park und spricht ihn auf den Zeitungsartikel über Gerda Kalinke an. Er müsse sich wegen des Mordes an Eva Eggebrecht der Polizei stellen. Als er dies einsieht und sich verabschiedet, hält sie ihn plötzlich auf und meint, dass es genauso sinnlos wäre wie der Tod von Eva Eggebrecht, wenn er ins Gefängnis gehen müsse. Noch am selben Abend sucht Kersten Sander auf, erzählt ihm, dass sie vor kurzem eine Beziehung beendet habe und ihn gern öfter sehen würde. Sie will ihm weismachen, dass Gerda Kalinke beide Morde begangen habe, da deren Freund eine heimliche Beziehung nicht nur zu Terhorst, sondern auch zu Eggebrecht gehabt habe. Sander zeigt sich überrascht von ihrer Behauptung, die ihm suggerieren soll, dass Kalinke auch ein Motiv für den zweiten, in Wirklichkeit von Dörhoff begangenen Mord habe. Auf ihren Versuch, ihn zu verführen, lässt er sich jedoch nicht ein. Erst wenn der zweite Mord aufgeklärt sei, könne man an eine Beziehung denken.
Sander sucht die Agentur erneut auf und unterhält sich mit dem Regisseur Willi Graubner. Dieser bestätigt, ein Verhältnis mit Kalinke gehabt zu haben, allerdings seien sie nicht verlobt gewesen. Das habe Gerda einseitig so gesehen. Auch habe er bis kurz vor deren Tod ein Verhältnis mit Uschi Terhorst, nicht aber mit Eggebrecht gehabt. Als Sander Verena mit dieser Aussage konfrontiert, beharrt sie jedoch darauf, dass alles so gewesen sei, wie sie ihm erzählt habe. Sander versucht ihr klarzumachen, dass Graubner keinen Grund habe, falsch auszusagen, da er Kalinke nicht mehr helfen könne, da sie den ersten Mord bereits zugegeben habe und es daher keinen Sinn ergeben würde, ihr aus dem zweiten Mordvorfall heraushelfen zu wollen. Verena bleibt jedoch stur und Kalinke kann nicht mehr befragt werden, da sie zwischenzeitlich verstorben ist. Sander appelliert erneut an Verena, ihm alles zu sagen, was sie wisse, jedoch ohne Erfolg. Als der Kommissar Kerstens Eltern aufsucht, trifft er dort Verena an. Der ebenfalls anwesende Dörhoff ist von ihr kurz zuvor versteckt worden. Sanders Verdacht für den Mord an Eva Eggebrecht fällt nun auf Verenas Vater, der Eggebrecht getötet haben könnte, um seine inhaftierte Tochter zu schützen. Er lädt Paul Kersten, der verwirrt über den Verlauf der Dinge ist, aufs Präsidium vor. Mutter und Tochter Kersten sind der Meinung, dass Sander auf keinen Fall davon wissen dürfe, dass Verena und Dörhoff sich kennen.
Am nächsten Tag sucht Kersten Professor Bachmann auf, der sie in der Vergangenheit schon gründlich untersucht hatte und bittet ihn um eine erneute Untersuchung, da sie Angst habe, an einer Erbkrankheit zu leiden. Er nimmt sie daraufhin in seine Privatklinik auf. Als Sander die junge Frau dort besucht, konfrontiert er sie mit seinem Verdacht, dass Eva Eggebrecht habe sterben müssen, weil der Täter sie habe schützen wollen, da er fest davon ausgegangen sei, dass sie den Mord an Uschi Terhorst begangen habe. Als er wissen will, ob ihr Vater oder ihre Mutter den zweiten Mord begangen hätten, ruft  Verena nach der Schwester und man weist Sander aus dem Zimmer. Von Bachmann erfährt der Kommissar, dass Verena seit vier Monaten seine Patientin sei wegen des Verdachts auf sogenannte „Dämmerattacken“. Er sei die letzten Wochen auf einem Kongress in Los Angeles gewesen und habe deshalb nichts von den Mordermittlungen mitbekommen. Diese „Dämmerattacken“ seien eine besondere Form eines epileptischen Anfalls. Aufgrund dieser Nervenkrankheit würden Betroffene im Zustand eines Anfalls Dinge tun, die ihnen nicht bewusst wären, sie könnten eine plötzliche Aggressivität entfalten, die man von außen nicht erklären könne. Nach außen hin würden die betroffenen Personen ziemlich normal wirken. Er könne nicht ausschließen, dass diese Aggressivität bis hin zum Mord gehen könne. Verenas Vater habe sich offensichtlich große Sorgen um sie gemacht und sie daher gedrängt, in die Klinik zu gehen. Jedoch sei Verena vollkommen gesund. Die Krankheit sei erblich, ihre Großmutter väterlicherseits habe daran gelitten. Weiterhin erklärt der Professor, dass Geisteskranke seltener Gewalttaten begingen als Gesunde. Sander will Verena noch einmal befragen, doch sie ist aus dem Krankenhaus geflohen. Der Kommissar sucht daraufhin erneut Kerstens Eltern auf und will Paul Kersten festnehmen. Verenas Mutter gesteht, dass ihr Mann nicht der Vater von Verena ist. Sie behauptet, Verenas Vater sei seinerzeit nach Brasilien ausgewandert. Paul Kersten, der bis dahin vollkommen ahnungslos war, ist fassungslos, doch Sander glaubt Hilde Kersten ihre Geschichte von der Auswanderung nicht und nimmt nun beide fest. Verena sucht derweil Schutz bei Dörhoff. Er meint, dass Sander früher oder später herausbekommen werde, dass er ihr Vater sei und schlägt ihr vor, an einen Ort zu gehen, wo Sander sie nicht finde. Dann steckt er eine Waffe ein.
Knauf hat währenddessen die Mutter von Paul Kersten überprüft, diese ist vollkommen gesund. Sander stellt weitere Ermittlungen an, die ergeben, dass Verenas Mutter zum Zeitpunkt ihrer Eheschließung bereits schwanger gewesen sein muss. Als er im Heimatdorf von Hilde Kersten weitere Nachforschungen anstellen will, erfährt er, dass Verena mit einem Herrn angekommen sei und sich in einer alten Mühle aufhalte. Während Dörhoff Verena von seinem Verhältnis zu ihrer Mutter erzählt und ihr nahelegt, zusammen Selbstmord zu begehen, fordert Sander Verstärkung an und macht sich auf zur Mühle. Als er Dörhoff festnehmen will, schickt dieser Verena aus dem Zimmer, um allein mit Sander zu reden. Dann richtet er seine Waffe auf den Kommissar. Sander meint, es werde ihm nichts nützen, ihn umzubringen, er sei von seinen lebenslangen Ängsten eingeholt geworden. Dörhoff meint, er bekomme die Bilder nicht aus dem Kopf, wie seine eigene Mutter sich unter dem Einfluss der Krankheit verändert habe. Er sei davon überzeugt, dass Professor Bachmann sich irre und Verena ebenfalls an dieser Krankheit leide, die endlich aus der Welt geschafft werden müsse. Dann ist ein Schuss zu hören. Sander tritt aus der alten Mühle heraus und berichtet Verena, dass ihr Vater sich erschossen habe. Die junge Frau wendet sich daraufhin wortlos ab und lässt ihn stehen.

## Produktion und Hintergrund
Gedreht wurde von Oktober bis November 1979 in Frankfurt am Main und Umgebung. Das Szenenbild verantwortete Hartmut Schönfeld. Die Erstausstrahlung erreichte eine Einschaltquote von 54 %, was 18,16 Mio. Zuschauern entsprach.
Mit nackten Füßen gehört zu den sogenannten „Giftschrank-Folgen“. Dabei handelt es sich um Folgen, die mit einem senderinternen Sperrvermerk versehen sind und bis auf Weiteres nicht ausgestrahlt werden dürfen. In dem Film wird geäußert, Epilepsie sei eine Geisteskrankheit und Epileptiker würden überdurchschnittlich häufig zu Gewalttätigkeit neigen. Beides war bereits damals wissenschaftlich widerlegt.
Diese Tatort-Folge trug den Alternativtitel Mord ohne Reue und wurde von Video Palace auf VHS veröffentlicht.